# Subkultura polityczna
Subkultury polityczne - duże grupy ludzi o względnie trwałych poglądach politycznych. Subkultury polityczne dzieli się na:
- homogeniczne - istnieje różnica zdań co do bieżącej polityki, ale nie są podważane podstawy ustrojowe,
- heterogeniczne - nie ma zgody co do wizji ustrojowej i może to prowadzić do rewolucji.